# 이토 이치로
이토 이치로(伊藤一朗, 1967년 11월 10일 ~)는 일본의 가수이다. 1996년 Every Little Thing 데뷔하여 현재까지 음악 그룹 Every Little Thing 멤버로 활동중이다.

## 솔로 앨범
- DIVERSITY 2009년